# Alphonse Roellinger
Pour les articles homonymes, voir Roellinger.
Alphons Alexander Roellinger est un prêtre catholique et un homme politique alsacien français puis allemand, né le 29 décembre 1849 à Eschentzwiller (Haut-Rhin) et mort le 15 mars 1918 à Guebwiller (Bezirk Oberelsass). Il siège au Reichstag de 1898 à 1907.

## Biographie
Roellinger naît en 1849 à Eschentzwiller, un village du Haut-Rhin. À 14 ans, il devient orphelin et part vivre chez un oncle maternel.
Roellinger fréquente les petits séminaires de Lachapelle-sous-Rougemont et de Strasbourg. Il obtient son baccalauréat avec mention Bien, puis il étudie la théologie au nouveau séminaire de Zillisheim ainsi qu'aux grands séminaires de Besançon et de Strasbourg. Engagé dans la guerre franco-allemande de 1870 en tant que volontaire, il est nommé sous-lieutenant le 21 janvier 1871. Il est ordonné prêtre en juillet 1873. De 1873 à 1890, il est vicaire à la paroisse Saint-Étienne de Mulhouse ainsi que directeur du Cercle catholique de jeunes gens ; il est nommé curé d'Issenheim le 20 mai 1890, puis curé de Notre-Dame de Guebwiller le 12 février 1896.
Début 1892, il fonde la caisse locale du Crédit mutuel, ainsi que l'Association Saint Joseph, une mutuelle interne au cercle catholique pour secours en cas de décès, une première forme d'assurance-vie.
Entre 1898 et 1907, il siège au Reichstag de l'Empire allemand en tant que député de la quatrième circonscription d'Alsace-Lorraine (Guebwiller (de)),.
Roellinger voit son état de santé se détériorer durant la Première Guerre mondiale. Il meurt le 15 mars 1918 à Guebwiller, où il est inhumé.

## Hommage
La rue du Chanoine-Roellinger de la commune d'Issenheim (Haut-Rhin) est nommée d'après Alphons Roellinger depuis 1985.